# Essakane
Essakane, ancienne oasis saharienne, est une commune du Mali, dans le Cercle de Goundam et la région de Tombouctou, située à l'est du lac Komango (et du lac Figuibine) (20-30 km), à l'ouest de Tombouctou (100 km), au nord de Goundam (100 km), puis du fleuve Niger et de son delta intérieur (150 km), de Niafunké (200 km).

## Culture
Le Festival du désert se déroule chaque année depuis 2001 à Essakane.
Meilleurs dans la course des dromadaires dans la région.
Association ANMATAF des jeunes de la commune d'Essakane créée depuis 2017 les jeunes ressortissants d'Essakane.
Présidée par Abdoul Aziz Ag Mohamed.

## Politique
| Année | Maire élu                   | Parti politique |
| ----- | --------------------------- | --------------- |
| 2004  | Mohamed Elmaouloud Ag Telfi | Adéma           |
| 2009  | Mohamed Elmaouloud Ag Telfi | Adéma           |
| 2015  | Abba old Med najim          | Adéma           |

## Histoire
Au moins depuis 2012, la région est directement concernée par la Guerre du Mali.
Une partie de sa population s'est refugies en Mauritanie